# 丹沢・大山フリーパス
丹沢・大山フリーパス（たんざわ・おおやまフリーパス）は、小田急電鉄が発売している周遊券である。AキップとBキップの2種類がある。

## 概要

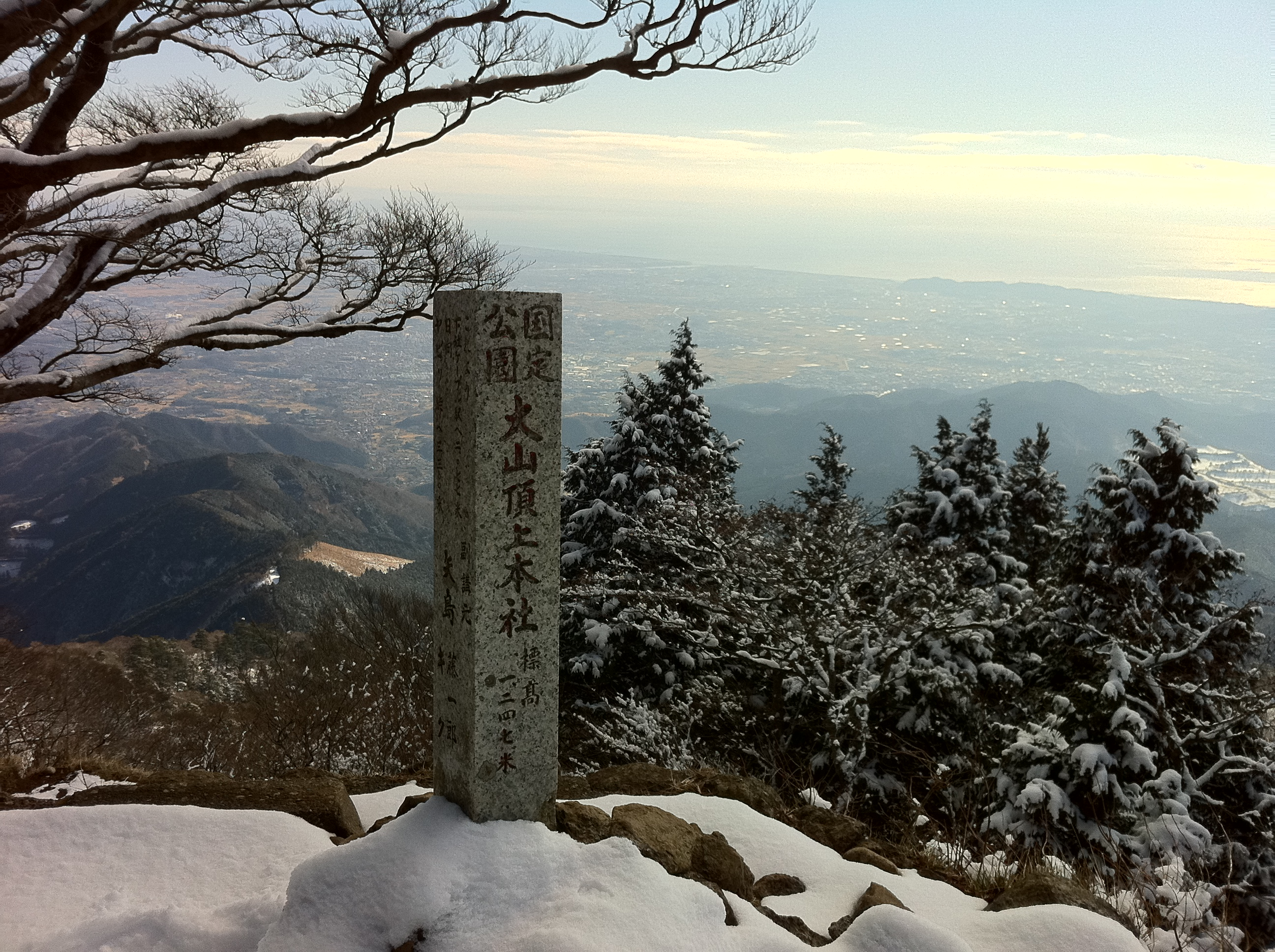
大山山頂

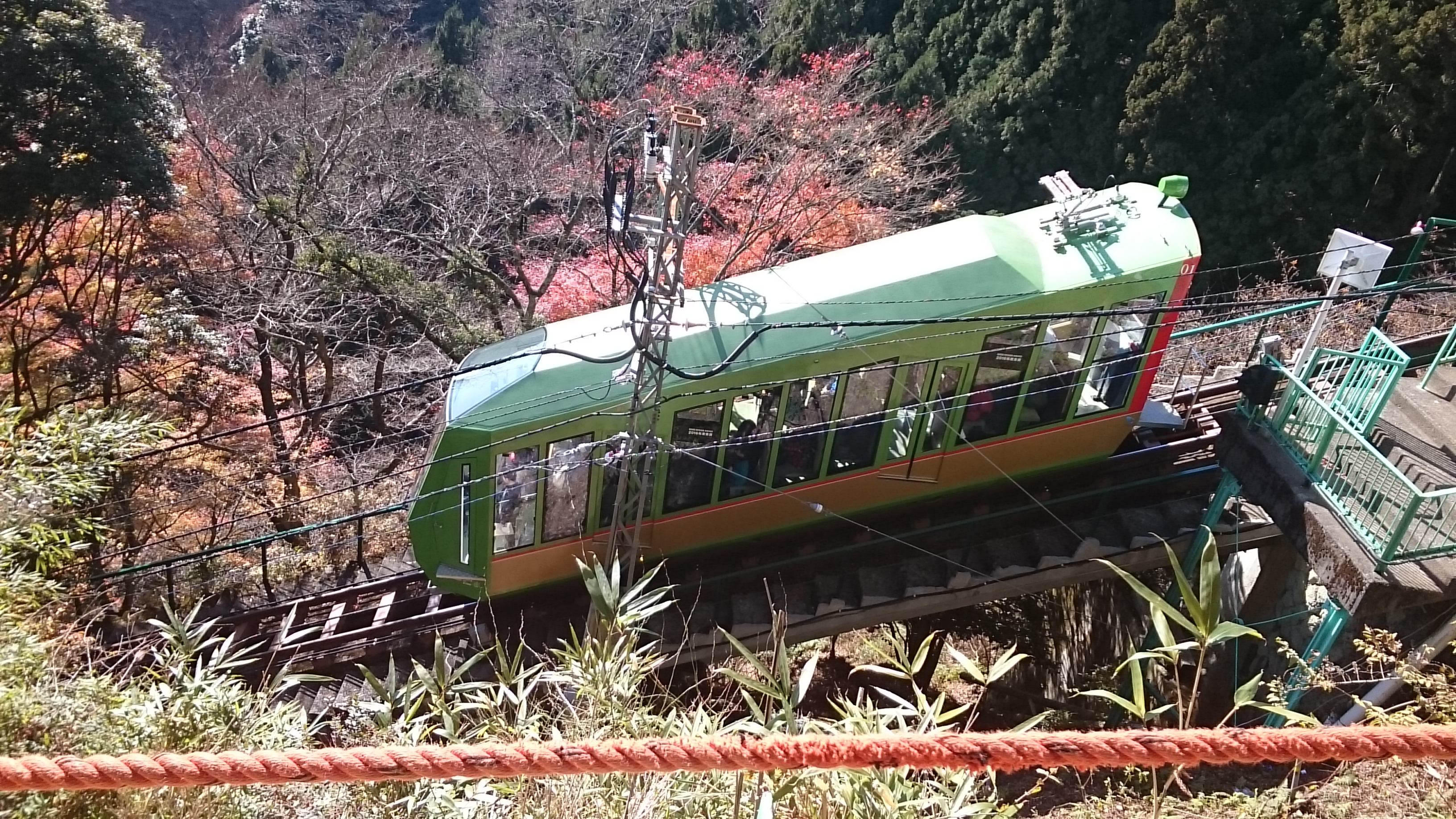
Aキップは大山ケーブルカーも乗り降り自由

小田急線発駅から小田原線本厚木駅・渋沢駅までの往復乗車券と 小田原線本厚木駅 - 渋沢駅間、および神奈川中央交通（指定区間）が乗り降り自由の周遊券である。なお、Aキップに限り、大山ケーブルカーも乗り降り自由となる。有効期間は、使用開始日を含めて2日間。
また、17箇所の丹沢・大山地域の施設で優待も受けられる。

## 発売箇所
- 小田急線各駅
- 小田急トラベル各営業所
- 近畿日本ツーリスト・日本旅行などの旅行代理店の各営業所
- スマートフォンアプリ「EMot」
- 相鉄線各駅（海老名駅・湘南台駅を除く）